# Radicale di un ideale
In matematica, e più precisamente in algebra, il radicale (o nilradicale) di un ideale {\displaystyle I} di un anello commutativo è l'ideale formato da tutti gli elementi dell'anello di cui è possibile trovare una potenza contenuta in {\displaystyle I} o, equivalentemente in un anello commutativo unitario come l'intersezione di tutti gli ideali primi contenenti {\displaystyle I}. Un ideale che coincide con il suo radicale si dice un ideale radicale.
Il radicale di {\displaystyle I}, denotato con {\displaystyle {\sqrt {I}}} o con {\displaystyle \mathrm {rad} (I)}, è un ideale radicale contenente {\displaystyle I} e, più precisamente, è il più piccolo ideale radicale contenente {\displaystyle I}.
Il radicale dell'ideale {\displaystyle (0)} dell'anello {\displaystyle A} è detto radicale (o nilradicale) di {\displaystyle A}, e viene spesso indicato con {\displaystyle \mathrm {rad} (A)}.
Il radicale di un ideale è collegato molto strettamente con la geometria algebrica attraverso il teorema degli zeri (o "Nullstellensatz") di Hilbert, che afferma che, se {\displaystyle K} è un campo algebricamente chiuso, gli ideali radicali dell'anello dei polinomi {\displaystyle K[x_{1},\ldots ,x_{n}]} sono in corrispondenza biunivoca con gli insiemi algebrici dello spazio affine {\displaystyle \mathbb {A} _{K}^{n}}.

## Definizione
Sia {\displaystyle I} un ideale di un anello commutativo {\displaystyle A}. Il radicale di I è l'insieme
{\displaystyle {\sqrt {I}}:=\{x\in A|\exists n\in \mathbb {N} :x^{n}\in I\}}
{\displaystyle {\sqrt {I}}} è effettivamente un ideale, in quanto
{\displaystyle x^{n}\in I\Longrightarrow (ax)^{n}\in I} per ogni {\displaystyle a\in A}
se {\displaystyle x^{n},y^{m}\in I}, allora {\displaystyle (x+y)^{n+m-1}=\left(x^{n+m-1}+\ldots +c_{n}x^{n}y^{m-1}\right)+\left(c_{m}y^{m}x^{n-1}+\ldots +y^{n+m-1}\right)\in I}
Equivalentemente in un anello commutativo unitario, il radicale di {\displaystyle I} è l'intersezione di tutti gli ideali primi contenenti {\displaystyle I}: se infatti {\displaystyle x^{n}\in I}, allora {\displaystyle x^{n}\in P} per ogni ideale primo {\displaystyle P\supseteq I}, e quindi {\displaystyle x\in P}; viceversa, se {\displaystyle x\in P} per ogni ideale primo contenente {\displaystyle I}, allora l'insieme degli ideali che contengono {\displaystyle I} ma non contengono alcuna potenza di {\displaystyle x} ammette un elemento massimale (grazie al lemma di Krull), che è possibile dimostrare essere primo, contro l'ipotesi che {\displaystyle x} fosse contenuto in tutti gli ideali primi contenenti {\displaystyle I}.
In particolare, il nilradicale di {\displaystyle A}, ovvero il radicale dell'ideale nullo, coincide con l'intersezione di tutti gli ideali primi di {\displaystyle A}.

## Proprietà
La seconda caratterizzazione del radicale è utile per analizzarne il comportamento tramite omomorfismi: se {\displaystyle f:A\longrightarrow B} è un omomorfismo il cui nucleo è contenuto in {\displaystyle I}, allora {\displaystyle f({\sqrt {(}}I))={\sqrt {f(I)}}}; in particolare, se {\displaystyle \pi :A\longrightarrow A/I} è la proiezione canonica, {\displaystyle {\sqrt {I}}} è la controimmagine del radicale dell'ideale nullo in {\displaystyle A/I}, ovvero del radicale di {\displaystyle A/I}. In particolare, {\displaystyle I} è un ideale radicale se e solo se {\displaystyle A/I} è un anello ridotto.
Inoltre, questa caratterizzazione implica che un ideale primo contiene {\displaystyle I} se e solo se contiene {\displaystyle {\sqrt {I}}}: ne segue che {\displaystyle {\sqrt {\sqrt {I}}}={\sqrt {I}}} (in quanto sono l'intersezione degli elementi dello stesso insieme) e, inoltre, che i chiusi {\displaystyle V(J)} definiti da {\displaystyle I} e da {\displaystyle {\sqrt {I}}} nella topologia di Zariski dello spettro dell'anello coincidono.
Altre proprietà legano il radicale di {\displaystyle I} alle operazioni tra ideali:
- {\displaystyle {\sqrt {I+J}}={\sqrt {{\sqrt {I}}+{\sqrt {J}}}}}
- {\displaystyle {\sqrt {IJ}}={\sqrt {I\cap J}}={\sqrt {I}}\cap {\sqrt {J}}}
- {\displaystyle {\sqrt {I^{n}}}={\sqrt {I}}}
- {\displaystyle {\sqrt {I}}=A\iff I=A}